# Conrad David Lagemann
Conrad David Lagemann (* 14. August 1865 in Wellingholzhausen, Kreis Melle; † 29. August 1941 in Meppen) war ein deutscher Lehrer und Heimatdichter, der auch unter dem Kürzel C. D. Lagemann schrieb.

## Leben
Lagemann wuchs als Sohn einer Bauernfamilie in Wellingholzhausen bei Osnabrück auf. Nach der Ausbildung zum Lehrer erhielt er seine erste Anstellung als Lehrer an der Schule in Teglingen. Anschließend war er Rektor an der Ludmillenschule in Meppen. Dieses Amt bekleidete er, bis er 1928 in den Ruhestand trat.
Lagemann war ein Heimatdichter und noch heute werden Theaterstücke von ihm in der Stadt Meppen aufgeführt. Aus seiner Feder stammen Erzählungen, Theaterstücke, Lieder und Gedichte. Seine bekanntesten sind Dat aule Molkenschapp, De Poggenstöhle, Up’n Härenkamp, Pröpper mott’t wäsen und Krieg in’t Dörp. Seine plattdeutschen Liedertexte sind im Emsland noch heute bekannt, wie zum Beispiel Das Höltinglied, Land der Amsivaren und Sünner Klaos.
Am 29. August 1941 verstarb Conrad David Lagemann in Meppen.
Zu seinen Ehren wurde eine Straße in Meppen nach ihm benannt.

## Bühnenstücke und Schriften
- Dat aule Molkenschapp. ’Ne Kameedigge up Ossenbrüggest Platt in eenen Uptaog. [Kleines Theater]; in: C. D. Lagemann (Hrsg.): Verlag von Gottfried Veith, Osnabrück 1888. Band 1.
- In Waternaut. ’N Stücke ut de grauten Äwerswemmung an de Elbe. [Drama]; in: Plattdüsch Sünndags-Bladd. Ein Hausschatz für alle Freunde der niederdeutschen Mundart, 1889, II, S. 140 ff.
- De Poggenstöhle. ’Ne Bueren-Kameedigge in eenen Uptaog. [Dilettanten-Theater]; in: C. D. Lagemann (Hrsg.): Verlag von Ferdinand Schöningh, Paderborn 1890. Heft 17.
- Das Artländer Trachtenfest. In: Zeitschrift des Vereins für rheinische und westfälische Volkskunde 2. Jg. (1905), Heft 4
- Plattdütske Vertellstel – 1. Gaoh naoh de Maone. De Striet üm de Häge. De erste Krammetsaogel. Goldklöwer. In Kommission, Lingen (Ems) 1920. (Niedersächsische Heimatbücher; 1)
- Plattdütske Vertellstel. Heft 3. In: C. D. Lagemann (Hrsg.), Lingen (Ems) 1921. (Niedersächsische Heimatbücher; 3)
- Plattdütske Vertellstel – 2. Un daor Kartuffeln tau. Stadtstüg. Fass’laowend un annere Stückskes. In: C. D. Lagemann (Hrsg.), Lingen (Ems) 1922.  (Niedersächsische Heimatbücher; 2)